# Archicofradía de la Palma (Cádiz)
Primera Compañía Espiritual del Santo Rosario y Coro del Ave María, Venerable, Antigua e Ilustre, Lasaliana, Franciscana, Vicenciana, Pontificia, y Real Archicofradía Sacramental de Nuestra Señora de la Palma Coronada, Agregada a la del Santísimo Nombre de María de la Corte de Roma y del Santísimo Cristo de la Misericordia y María Santísima de las Penas Coronada, también conocida como Archicofradía de la Palma es una cofradía que realiza su salida procesional en la Semana Santa de Cádiz, en la tarde-noche del Lunes Santo.
Radica en el Popular barrio de la Viña y más concretamente en la Iglesia de la Palma. Las imágenes titulares son el Santísimo Cristo de la Misericordia, remodelada por el imaginero Francisco Buiza en 1969, perteneciendo la cabeza a la primitiva talla, obra de la escuela genovesa del siglo XVIII y la Virgen de las Penas, procedente del desaparecido convento de capuchinos. Posee la hermandad el palio que fue en su momento de la hermandad sevillana de los negritos. El de Cristo está en proceso de dorado siendo su talla del afamado Antonio Martin Fernández. La Hermandad se encuentra fusionada a la Archicofradía de la Palma que realiza su salida procesional el 1 de noviembre, coincidiendo con el aniversario del maremoto de Lisboa acaecido el 1 de noviembre de 1755 y que afectó severamente a la ciudad.
La Banda de Cornetas y Tambores de la Veracruz de Utrera acompaña musicalmente al Santísimo Cristo de la Misericordia el Lunes Santo, mientras que la Banda de Música "Julián Cerdán" de Sanlúcar de Barrameda (Cádiz), desempeña la misma labor detrás del palio de María Santísima de las Penas Coronada en el día anteriormente citado de la Semana Santa, al igual que con Nuestra Señora de la Palma Coronada cada 1 de noviembre.